# 12895 Balbastre
12895 Balbastre è un asteroide della fascia principale. Scoperto nel 1998, presenta un'orbita caratterizzata da un semiasse maggiore pari a 2,2382958 UA e da un'eccentricità di 0,1043071, inclinata di 6,11335° rispetto all'eclittica.